# 本尼特 (北卡羅萊納州)
本尼特（英語：Bennett）是位於美國北卡羅萊納州查塔姆縣的普查規定居民點。

## 人口
根據2020年美國人口普查的數據，本尼特的面積為8.50平方千米，皆為陸地。當地共有人口281人，而人口密度為每平方千米33.06人。